# Club Deportivo Coca
El Club Deportivo Coca es un equipo profesional de fútbol ecuatoriano de la ciudad de El Coca, provincia de Orellana. Fue fundado el 1 de noviembre de 1999. Se desempeña en la Segunda Categoría del Campeonato Ecuatoriano de Fútbol.
Está afiliado a la Asociación de Fútbol Profesional de Orellana.

## Historia
Este club nació un 1 de noviembre de 1999, como respuesta a una situación específica de ayuda a una persona que se encontraba en aquella época privado de la libertad, siendo esto el impulso para crear un club donde la juventud de la región oriental no piense en los vicios que corrompen a la sociedad y se puedan dedicar al deporte.
Su clásico rival es Abuelos FC , equipo del mismo cantón.